# ガスパーレ・スポンティーニ
ガスパレ・ルイージ・パチーフィコ・スポンティーニ（Gaspare Luigi Pacifico Spontini [ˈgaspare luˈid͡ʒi paˈt͡ʃifiko sponˈtini], 1774年11月14日 - 1851年1月24日）は、イタリア出身のオペラ作曲家・指揮者。アンコーナ地方のマイオラーティ（現在のマイオラーティ・スポンティーニ）出身。19世紀の最初の20年間は、フランス第一帝政におけるオペラ・セリアの最重要人物として活躍。グルックの古典的なトラジェディ・リリックの理念を、当時のメロドラマに対する趣味や、より壮大な光景、豊かなオーケストラの音色、特徴的な言語表現に組み合わされた旋律の創意になじませようと努力した。『ヴェスタの巫女』（La Vestale）は、スポンティーニの最高傑作にして成功作である。

## 略歴
若くしてナポリの音楽学校に学び、1803年にパリに行き、1805年にフランス帝国宮廷作曲家に任命される。1807年にジョゼフィーヌ皇后に励まされて『ヴェスタの巫女』を作曲。パリ・オペラ座での初演によって、当代きってのイタリア人作曲家として名声を確立。この作品は、同世代のケルビーニやマイアベーアから傑作と認められ、年少のベルリオーズやワーグナーからも崇拝された。また、1809年にはナポレオンに気に入られ、コルテスのアステカ征服史に題材をとった壮大な『フェルナン・コルテス』を作曲した。この作品では史実通りに16頭の馬を舞台に登場させるなど、オペラの舞台構成を大規模化させた。
同じく評価の高い『オランピ』（Olimpie, 1819年作曲、改訂1820年および1826年）は冷遇されたため、王政復古後のフランスを去ってプロイセンに行き、ベルリンで宮廷楽長ならびにフォルクスオーパーの指揮者として活動を始めた。しかし、時代は『魔弾の射手』に代表されるドイツ・ナショナリズム勃興の時期であり、スポンティーニのオペラ・セリアは次第に時代遅れになっていった。
パリやベルリンでの経歴が長かったが、最晩年に生地マイオラーティに戻り、亡くなった。

## 現在の評価
20世紀においてスポンティーニのオペラはめったに上演されなかった。現代においておそらく最も有名な公演は、1954年に作曲家の生誕180周年を記念して、マリア・カラスをスカラ座に迎えて行われた『ヴェスタの巫女』の復活上演であったろう。この舞台監督は、著名な映画監督ルキノ・ヴィスコンティが務め、また名テノール歌手フランコ・コレッリのスカラ座デビュー公演としても話題であった。
1969年には指揮者のフェルナンド・プレヴィターリがこのオペラを上演した際、トルコの名ソプラノ歌手レイラ・ジェンチェルと、バリトン歌手レナート・ブルゾンが共演した。1995年にはリッカルド・ムーティが、比較的無名のキャストによってこのオペラの録音を行なっている。
『アグネス・フォン・ホーエンシュタウフェン』（Agnes di Hohenstaufen ）の復活上演は、ヴィットリオ・グイの指揮によって1954年にフィレンツェ五月音楽祭で行われ、その後1970年にはムーティの指揮、モンセラート・カバリエとアントニエッタ・ステッラの共演によって行われた。『フェルナンド・コルテス』（Fernando Cortez ）は1951年に、若き日のレナータ・テバルディを主演に、ガブリエーレ・サンティーニの指揮のもと、ナポリのサン・カルロ劇場において行われた。

## 歌劇
- 《女の意地（Satanella）》 （1976, ローマ）
- Li puntigli delle donne （1796, ローマ）
- Adelina Senese o sia l'Amore secreto (1797)
- Il finto pittore (Rome, 1797)
- L’eroismo ridicolo (Naples, 1798)
- Il Teseo riconosciuto (1798)
- La finta filosofa (1799)
- La fuga in maschera (1800)
- I quadri parlanti (Palermo, 1800)
- Gli Elisi delusi (Palermo, 1800)
- Gli amanti in cimento (3 November, 1801, Rome, Teatro Valle)
- Le metamorfosi di Pasquale (1802, Venice)
- La petite maison (1804)
- Milton (27 Noevember, 1804, Paris)
- Julie, ou le Pot de fleurs (12 July, 1805, Paris)
- 《ヴェスタの巫女（La vestale）》 （1807）
- 《フェルナン・コルテス（Fernand Cortez）》 （1809）
- Pélage, ou le Roi et la paix (23 August, 1814, Paris)
- Olimpie (22 December, 1819, Paris)
- Nurmahal, oder das Rosenfest von Caschmir (27 May, 1822, Berlin, Opera)
- Alcidor (1825)
- 《アグネス・フォン・ホーエンシュタウフェン（Agnes von Hohenstaufen）》 （1829, ベルリン）